# 5295 Masayo
5295 Masayo (1991 CE) là một tiểu hành tinh vành đai chính được phát hiện ngày 5 tháng 2 năm 1991 bởi Mizuno và Furuta ở Kani.